# Piwci
Piwci (ukr. Півці) – wieś na Ukrainie, w obwodzie kijowskim, w rejonie obuchowskim, w hromadzie Rzyszczów. W 2001 liczyła 414 mieszkańców, spośród których 387 wskazało jako ojczysty język ukraiński, 15 rosyjski, 11 ormiański, a 1 inny.